# Domenico Trezzini
Domenico Trezzini (ur. około 1670, zm. 19 lutego 1734 w Petersburgu) – architekt rosyjskiego baroku, z pochodzenia szwajcar włoskojęzyczny.

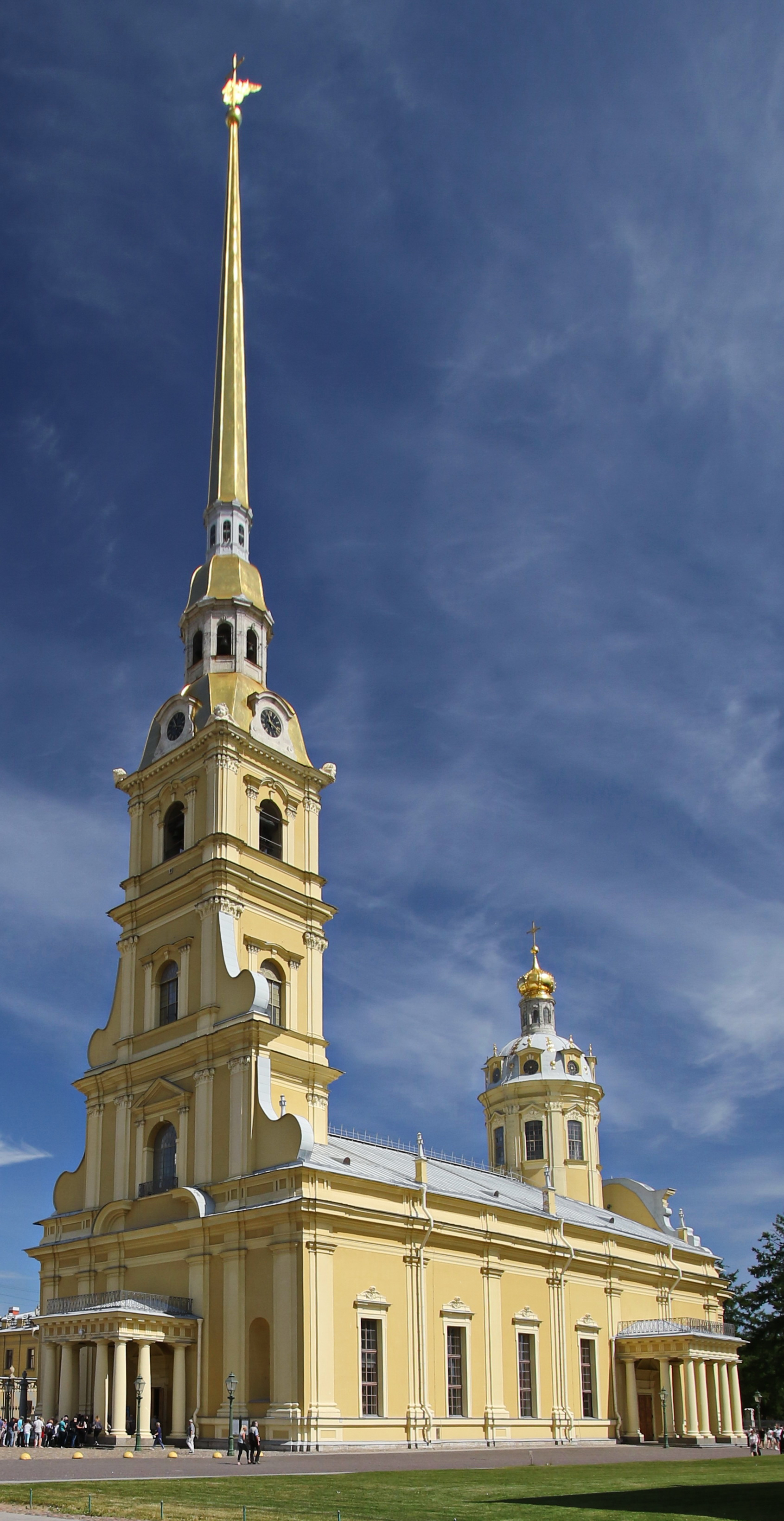
Sobór Świętych Piotra i Pawła w Petersburgu na terenie twierdzy Pietropawłowskiej

Urodził się w Astano w Ticino, włoskojęzycznym kantonie Szwajcarii. Prawdopodobnie studiował w Rzymie. W 1703 Piotr Wielki zatrudnił go przy budowie nowej stolicy Rosji – Petersburga. Jego dziełem są najsłynniejsze budowle tego miasta:
- twierdza Pietropawłowska z soborem św. św. Piotra i Pawła,
- Dwanaście Kolegiów (obecnie Petersburski Uniwersytet Państwowy),
- Pałac Letni,
- ławra Aleksandra Newskiego (cerkiew Zwiastowania),
- Kościół św. Katarzyny w Sankt Petersburgu,
- Kronsztad.

Wielką zasługą Trezziniego jest też założenie szkoły, która zapoznała rosyjskich architektów z dorobkiem Zachodu i w której narodził się nowy styl w sztuce – barok Piotra I.
Sam car był nie tylko pracodawcą, ale również przyjacielem Trezziniego; został między innymi ojcem chrzestnym jego syna, Pietra Antoniego.